# ستون فقرات اینترنت

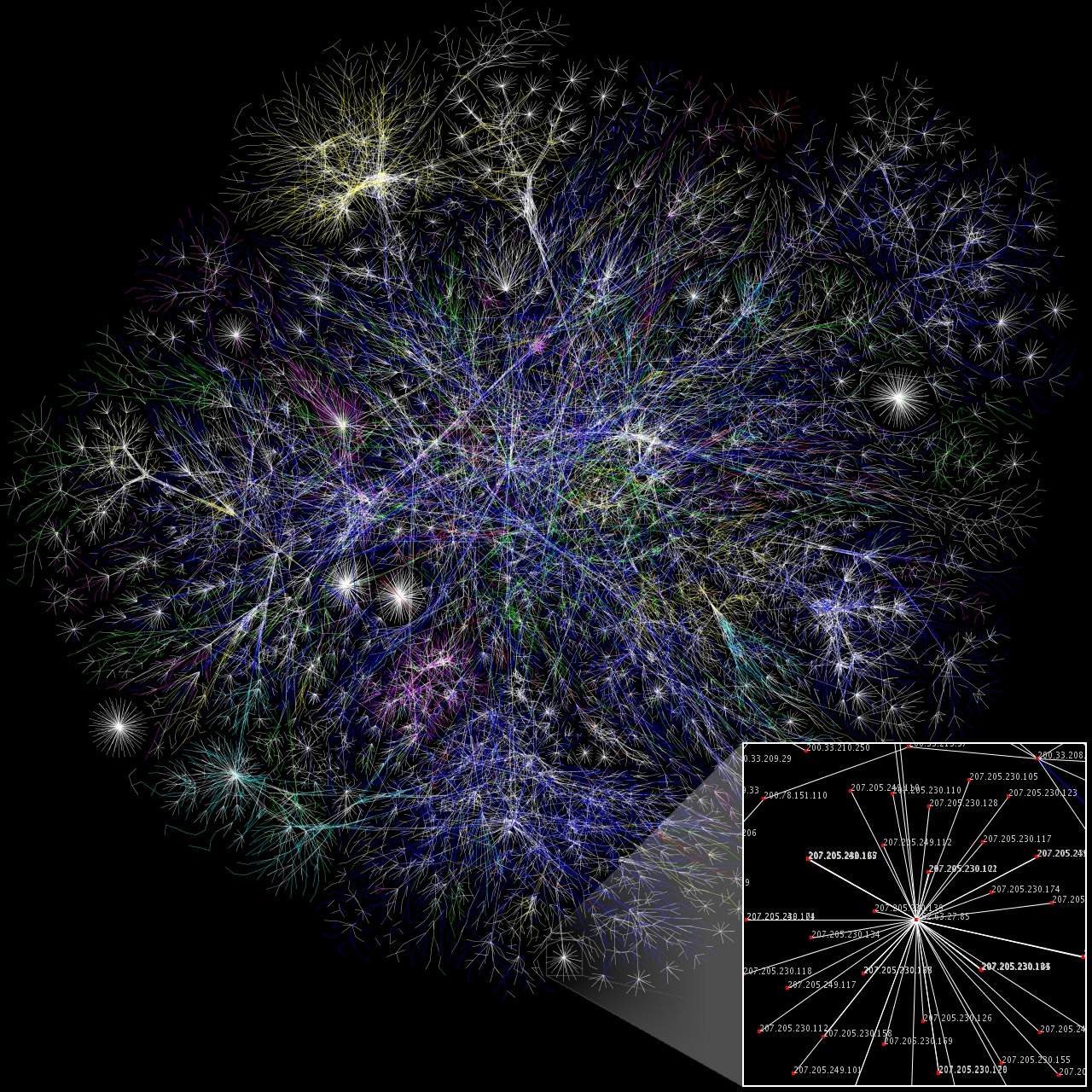
طرحی محاسباتی از بخش کوچکی از شکل شبکه اینترنت. نقطه‌ها در تصویر نشانگر آدرس‌های آی‌پی، و خطوط میان آن‌ها نشانگر خط ارتباط بین دو آی‌پی می‌باشد.

ستون‌فقرات اینترنت (انگلیسی: Internet backbone) گروهی از شبکه‌های ارتباطی است که توسط چندین شرکت تجاری که ارائه دهنده خطوط ارتباطی پر سرعت بین کشوری هستند مدیریت می‌شوند. رساننده‌های خدمات اینترنتی نیز یا به‌طور مستقیم به این ستون فقرات متصل‌اند یا به یک مجموعه بزرگتر از رساننده‌های خدمات اینترنتی که به ستون فقرات وصل هستند. خود ستون فقرات نیز به شیوه‌های مختلف تحت نقاط تبادل اینترنت (NAPs) بهم متصل‌اند.
بر اساس مدارکی که توسط ادوارد اسنودن کارمند سابق آژانس امنیت ملی آمریکا، افشاگری شده‌است، آژانس امنیت ملی به ستون فقرات اینترنت دسترسی داشته‌است.